# Equus hemionus hemippus
L'asino selvatico siriano (Equus hemionus hemippus (I. Geoffroy, 1855)), noto anche come onagro siriano, emippo o localmente come achdari, è una sottospecie estinta dell'asino selvatico asiatico (Equus hemionus). Veniva generalmente considerato come la forma più piccola tra gli equidi moderni.

## Descrizione

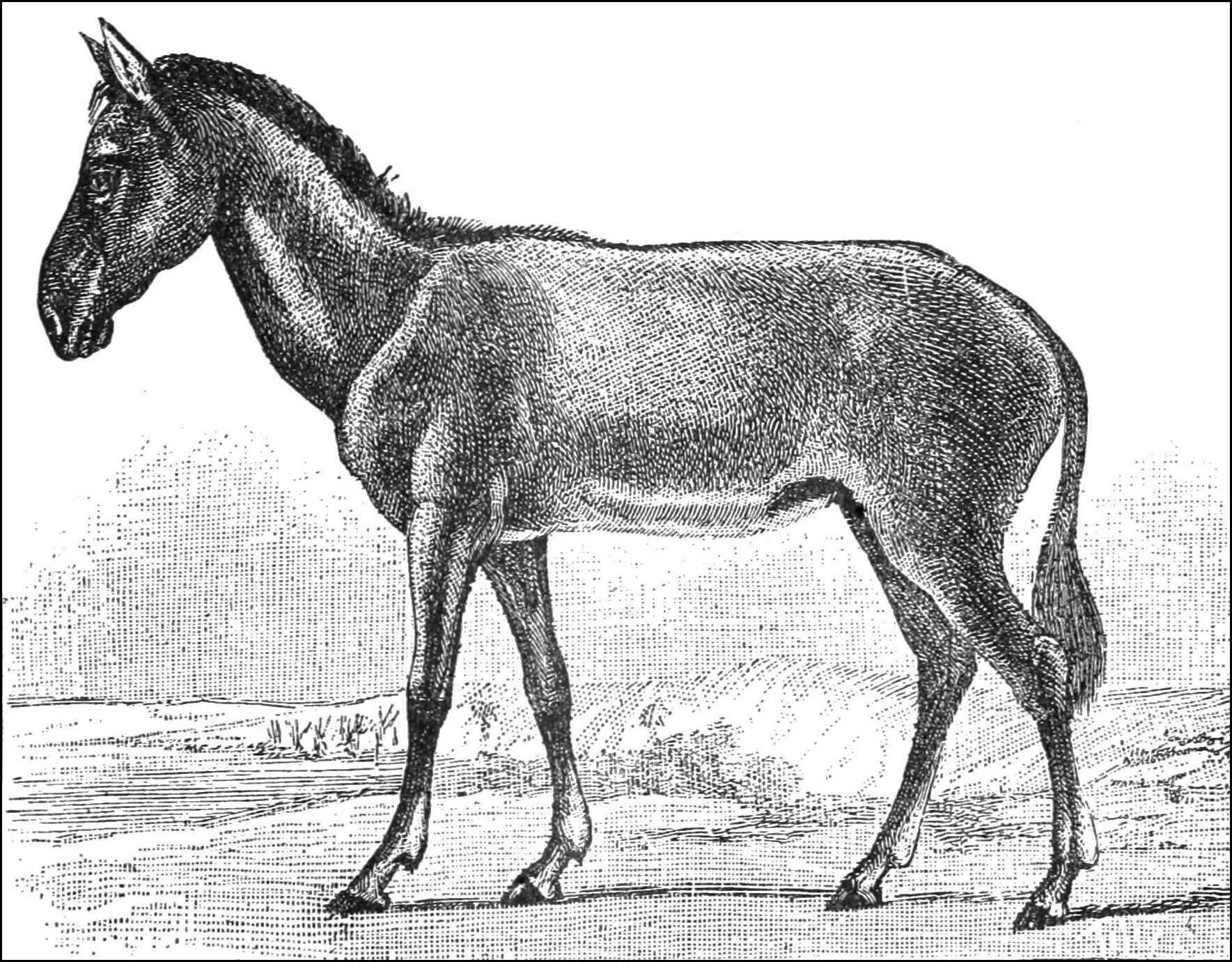
Un'illustrazione del 1890.

L'asino selvatico siriano raggiungeva un'altezza al garrese di circa 100 cm (i dati di un'altezza al garrese di soli 97 cm si basano sulla misurazione dello scheletro montato di una femmina, che ricoperto dai tessuti molli avrebbe dovuto essere alto poco più di un metro). La colorazione generale del mantello del maschio era nocciola o grigio chiaro con una sfumatura rosa. Con la vecchiaia il manto diventava color grigio topo. Il colore era più chiaro sulla testa e più scuro sui fianchi. Sulla parte anteriore dei fianchi si trovava un'area chiara. La parte posteriore, l'addome e l'interno delle zampe erano grigio-biancastro sporco. L'esterno delle zampe, la parte inferiore del collo e la superficie delle orecchie erano viola-grigiastro opaco. Le estremità delle orecchie erano inizialmente marrone scuro, ma divenivano quasi bianche con l'età. La criniera, piuttosto lunga, era grigio-brunastro opaco. La linea dorsale, che si estendeva dalla criniera al ciuffo della coda, era dello stesso colore ed era delimitata da una zona più chiara. L'area sopra le narici era grigio-biancastra. Le narici erano molto grandi e la regione nasale appariva più rigonfia rispetto al resto del muso. Nelle femmine, il mantello andava dal nocciola al marrone-fulvo. Le parti posteriori e inferiori erano di un bianco puro.

## Distribuzione e habitat

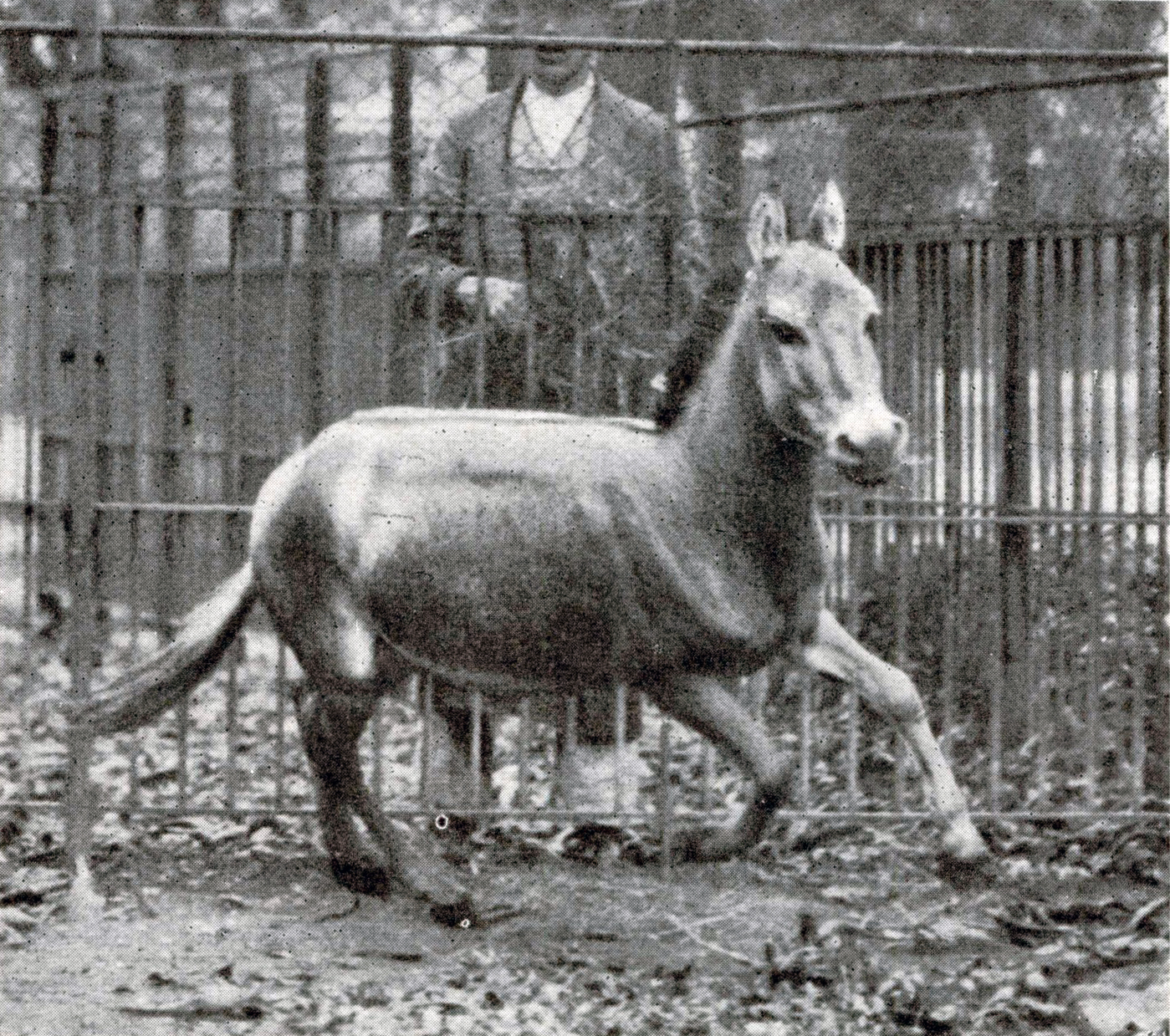
Un esemplare allo zoo di Schönbrunn (1915).

L'areale della sottospecie si estendeva dalla Palestina, attraverso la Siria, fino all'Iraq.

## Estinzione
L'asino selvatico siriano è stato menzionato fin dall'antichità e compare già negli scritti dell'Antico Testamento. Una raffigurazione di caccia a quest'animale si trova in un bassorilievo del palazzo del re Assurbanipal a Ninive. Anche Senofonte lo citò nel 401 a.C. Esso era ancora comune durante il XVI e XVII secolo. L'esploratore britannico John Eldred lo avvistò nel 1584 tra la città irachena di Hīt e Aleppo; nel 1603, non lontano da Anah sull'Eufrate, il viaggiatore inglese John Cartwright vide «ogni giorno grandi mandrie di animali selvatici simili agli asini selvatici, completamente bianchi». Nel 1625 il viaggiatore italiano Pietro Della Valle descrisse un asino selvatico od onagro in cattività a Bassora, nel sud dell'Iraq. A quanto pare l'asino selvatico scomparve dall'Arabia settentrionale durante il XIX secolo, mentre nel deserto siriano e in Palestina divenne sempre più raro dal 1850 in poi. Secondo Henry Baker Tristram, gli asini selvatici erano ancora comuni in Mesopotamia intorno al 1884 e in estate si potevano ancora vedere grandi mandrie bianche sulle montagne armene. L'ultimo rifugio dell'asino selvatico siriano fu la distesa di lava nella parte sud-orientale del Gebel Druso, un'elevata regione vulcanica nel sud della Siria, nel distretto amministrativo di as-Suwayda.
Diversi autori affermano che l'ultimo asino selvatico siriano in cattività sia morto nel 1927 nello zoo di Schönbrunn. Al contrario, lo zoologo Otto Antonius scrisse che nel 1928 un maschio, che era stato catturato nel deserto a nord di Aleppo nel 1911, era ancora presente nello stesso zoo. In natura, l'asino selvatico siriano si estinse nello stesso periodo. L'ultimo esemplare venne ucciso in Giordania nel 1927 nell'oasi di al-Gharns non lontano da el-Azraq. Durante la prima guerra mondiale, gli asini selvatici furono una facile preda per le truppe turche, beduine e britanniche, pesantemente armate. In questo periodo l'automobile iniziò a sostituire il cammello e il treno e divenne più facile accedere al deserto. Nel 1938 Otto Antonius scrisse:
Non poteva resistere alla potenza delle armi moderne nelle mani dei nomadi Anaza e Shammar e la sua velocità, per quanto fosse grande, non era sufficiente a fuggire dai veloci mezzi a motore moderni, che andavano sostituendo le carovane di cammelli dell'Antico Testamento.